# Jan-Tschichold-Preis
Der Jan-Tschichold-Preis ist ein Preis des Eidgenössischen Departements des Innern (Schweiz) rund um Buchgestaltung. Der Preis wird seit 1997 jährlich vom Bundesamt für Kultur während der Vernissage der Ausstellung Die schönsten Schweizer Bücher an eine Person oder Institution, die sich um das Handwerk der Buchproduktion und -gestaltung verdient gemacht hat, vergeben.
Der Preis wird mit minimal 10.000 und maximal 15.000 Franken dotiert und ist benannt nach dem berühmten Grafiker und Schriftgestalter Jan Tschichold.

## Preisträger
Da die Jahreszahlen des Preises sich auf das Jahr der Überreichung beziehen, entscheidet immer die Jury des Vorjahres über den aktuellen Preisträger. So ist die Jury für Die schönsten Schweizer Bücher 2006 gleichbedeutend mit der Jury für den Jan-Tschichold-Preis 2007.
- 2024: Vela Arbutina, Grafikdesignerin
- 2023: Winfried Heininger, Designer
- 2022: Volumes (Kollektiv)
- 2021: Krispin Heé, Gestalterin[2]
- 2020: David Keshavjee, Julien Tavelli (Maximage), Gestalter[3]
- 2019: Jonas Voegeli, Gestalter[4]
- 2018: Che Huber, Drucker[5]
- 2017: Valeria Bonin, Diego Bontognali (Bonbon), Gestalter[6]
- 2016: Ludovic Balland, Grafikdesigner[7]
- 2015: Urs Lehni, Grafikdesigner
- 2014: Patrick Frey, Verleger
- 2013: François Rappo, Typograf[8]
- 2012: Erich Keiser, Buchberater und Drucker, Druckerei Odermatt AG[9]
- 2011: Julia Born, Gestalterin[10]
- 2010: Christoph Keller, Verleger und Gestalter[11]
- 2009: Nieves, Benjamin Sommerhalder, Verleger und Gestalter[12]
- 2008: Aude Lehmann, Gestalterin[13]
- 2007: Tania Prill, Alberto Vieceli (Prill & Vieceli), Gestalter[14]
- 2006: Gilles Gavillet, David Rust (Gavillet & Rust), Gestalter[15]
- 2005: Marco Walser, Valentin Hindermann (Elektrosmog), Gestalter[16]
- 2004: Jost Hochuli, Gestalter[17]
- 2003: Dimitri Bruni, Manuel Krebs (Norm), Gestalter[18]
- 2002: Lars Müller, Gestalter und Verleger[19]
- 2001: Noman Edition, Verlag[20]
- 2000: Ricco Bilger, Verleger und Buchhändler[21]
- 1999: Stephan Müller, Gestalter[22]
- 1998: Beat Müller und Wendelin Hess (Müller + Hess), Gestalter
- 1997: Cornel Windlin, Gestalter